# 유콘 준주의 기

유콘 준주의 기

유콘 준주 지사의 기

유콘 준주의 기는 유콘 준주의 깃발이다. 초록, 하양, 파랑으로 이루어진 삼색기에 유콘 준주의 문장이 새겨진 형태의 기이다.
1967년 열린 공모전에서 선정된 Lynn Lambert의 기이다. 1968년에 공식적으로 채택되었다.